# Abderrahman Farès

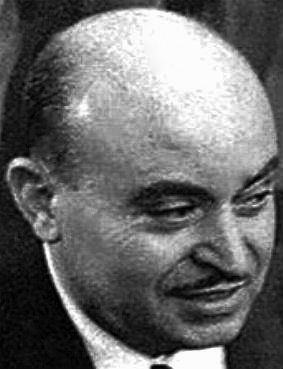
Abderrahman Farès

Abderrahman Farès (auch Abderrahmane Farès; arabisch عبد الرحمن فارس, DMG ʿAbd ar-Raḥmān Fāris; * 30. Januar 1911 in Taher, Algerien; † 13. Mai 1991 in Zemmouri, Algerien) war ein algerischer Politiker und vom 3. Juli 1962 bis zum 20. September 1962 provisorischer Präsident von Algerien.

## Politischer Werdegang

### Unterstützung der FNL
Nach seinem Jurastudium ließ sich Farès 1936 als Notar nieder. Nach Ende des Zweiten Weltkriegs schloss er sich der SFIO an, für die er 1946 Mitglied der ersten Nationalversammlung des Départements Algers wurde. Er vertrat die Vorstellung einer Gleichstellung von nicht-muslimischen und muslimischen Franzosen. Aus Enttäuschung über die Ablehnung seiner Vorschläge zog er sich aus der Nationalversammlung zurück und wurde 1953 Präsident der Regionalversammlung von Südalgerien.
Farès, der zunächst die Assimilierungspolitik von Jacques Soustelle befürwortete, näherte sich nach dem Massaker von Constantinois der Front de Libération Nationale (FLN). Im Jahr 1956 ließ sich Farès in Paris nieder mit der Aufgabe zusammen mit der französischen Abteilung der FLN Gelder zur Finanzierung der Unabhängigkeitsbewegung zu beschaffen. Zudem unterstützte er die Bewegung notariell. Am 4. November 1961 wurde er deshalb von den französischen Behörden verhaftet und in das Gefängnis von Fresnes gebracht.

### Übergangspräsident
Am 19. März 1962 wurde Farès aufgrund der Verträge von Évian freigelassen und wurde im April desselben Jahres zum Präsidenten der neugegründeten algerischen Übergangsregierung bestimmt und verhandelte mit dem französischen Staat über die Unabhängigkeit Algeriens. Nachdem Frankreich diese am 3. Juli 1962 offiziell anerkannte, wurde Farès erster Präsident Algeriens. Während seiner Amtszeit rief er die algerische Bevölkerung dazu auf, die europäische Bevölkerung des Landes nicht zu attackieren. Zudem fiel in seine Amtszeit die Gründung der algerischen Nationalversammlung. Am 25. September 1962 übergab er sein Amt als Übergangs-Präsident an Ferhat Abbas.
Aufgrund seiner Ablehnung gegenüber der autoritären Politik Ahmed Ben Bellas wurde Farès im Juli 1964 festgenommen. Nachdem Houari Boumedienne ein Jahr später an die Macht gekommen war, wurde Farès begnadigt und zog sich aus dem politischen Leben zurück. Im Jahr 1982 veröffentlichte er eine Autobiographie mit dem Titel „La Cruelle vérité: l'Algérie de 1945 à l'indépendance“. Farés starb am 13. Mai 1991 im Alter von 79 Jahren im algerischen Zemmouri.